# Giovanni d'Alemagna
Giovanni d'Alemagna (1399 circa – Padova, 1450) è stato un pittore italiano di origine tedesca attivo nel XV secolo.

## Biografia
Viene ricordato soprattutto per il lavoro svolto a Venezia, caratterizzato da forme decorative che richiamano fortemente un'influenza nordica. Fra il 1430 ed il 1435 realizza un ciclo chiamato Storie di Cristo, tuttora esposte alla Ca' d'Oro a Venezia.
Sposò a Padova in prime nozze Maddalena del fu Franceschino da Piacenza, il 5 maggio 1423, acquisendone poi la cittadinanza il 20 agosto 1431: Nel medesimo anno attene la commissione per la pittura "de coloribus azuro et zenaprio finis ac auro fino et aliis coloribus finis" della tomba di Raffaello Fulgosio. Trasferitosi a Venezia sposò in seconde nozze la sorella di Antonio Vivarini, con cui poi collaborò in diverse opere, la prima delle quali è un doppio trittico di San Gerolamo (1441), realizzato per la Chiesa di Santo Stefano, ma oggi conservato al Kunsthistorisches Museum di Vienna. Datata 1440-1445 la tavola Sant'Apollonia accecata conservata nella pinacoteca dell'Accademia Carrara di Bergamo.
Seguono la Madonna in trono tra i Santi Ambrogio, Agostino, Girolamo e Gregorio (1446), conservata alle Gallerie dell'Accademia e l'Incoronazione della Vergine nella Chiesa di San Pantalon (1444), e il Trittico di Moisè smembrato . Nella Chiesa di San Giobbe i due affrescarono l'altare con il trittico Annunciazione tra i Santi Michele e Antonio, mentre nella Chiesa di San Zaccaria decorarono la Cappella dell'Addolorata con pitture, che accompagnano i polittici in stile gotico realizzati da Lodovico da Forlì.
Inoltre i due parteciparono alla decorazione della Cappella Ovetari, nella Chiesa degli Eremitani a Padova (1447), ma il lavoro si limita ai festoni decorativi della volta, anche per la morte di Giovanni, che ha luogo di lì a poco.